# Johan Lodewijk Willem de Casembroot
Jhr. Johan Lodewijk Willem de Casembroot (Den Haag, 23 december 1865 - Parijs, 23 april 1899) was een Nederlands muziekcriticus.
Hij werd geboren binnen het gezin van dan kapitein-luitenant ter zee François de Casembroot en Agneta Theodora Johanna van de Poll, dochter van Willem Gerard van de Poll. Vader was afkomstig uit de familie De Casembroot-, moeder uit de familie Van de Poll. Hij huwde in Parijs Anne Françoise Conquéré de Montbrison, zij overleed binnen drie jaar na hem.
Hij is vooral bekend door zijn bemoeienissen met de muziek van Richard Wagner, waar hij een liefhebber van was. Hij was betrokken bij de Wagnervereniging, maar had een dermate slechte gezondheid dat hij weer moest afhaken. Het Nederlandse klimaat was te slecht voor hem. Hij week uit naar Parijs, waar hij op jonge leeftijd overleed. Henri Viotta schreef een In memoriam over hem in de editie mei 1899 van Caecilia.
Van zijn hand verscheen L’antiwagnerisme du comte de Tolstoi (een artikel in Revue Internationale de Musique),  Over het begrip van schoon in de muzijk en een tiental andere verhalen, zoals Parisiana. Hij schreef voor de Haagsche Courant, De Spectator en muziekblad Cecilia. Onder het pseudoniem Florestan (vernoemd naar personage uit Fidelio) schreef hij ook voor het Algemeen Handelsblad.
- Gemeinsame Normdatei: 1170436064
- Virtual International Authority File: 2588154137635715370006